# Büttel (Elba)
|  | Per a altres significats, vegeu «Büttel». |

Büttel (en baix alemany Büddel) és un municipi de l'amt de Wilstermarsch al districte de Steinburg a Slesvig-Holstein a Alemanya. El 30 de setembre del 2015 comptava amb 33 habitants sobre una superfície de 11,08 km².
El poble es troba al maresme de l'Elba i al marge del canal Büttler Kanal que connectava el llac Kudensee amb el port fluvial a l'Elba. El primer esment escrit data del 1318, però l'assentament molt probablement data de l'època fràncica. Abans es deia també «Dieckbuttel» (= -büttel al dic).
A l'apogeu fins a 64 ewer, les barques típiques de l'Elba i dels seus afluents hi eren estacionades. Servien per al transport de la torba extreta a les aiguamolls a l'entorn del llac Kuddensee i els productes agrícoles (blat, formatge…) cap a la ciutat d'Hamburg. Al dic de l'Elba hi havia una resclosa. També era el punt on els pràctics de port havien de pujar a les vaixells de mar per conduir-les cap al port d'Hamburg.
Amb l'obertura del Canal de Kiel el 1895, el Canal de Büttel va ser tallat i el port molt transitat d'antany va desaparéixer. A més, l'estació d'abordatge dels pràctics va ser transferit al nou port de Brunsbüttel, a l'entrada del canal. Als anys 1960 es va decidir crear un gran polígon dedicat a la indústria química a la zona i el 1979 la major part dels veïns van ser expropiats per aquest gigantesc projecte. Dels 793 habitants només en quedaven 33 el 2015, i disset de les 225 cases i masies. Les previsions de desenvolupament van ser molt superior a les realitzacions. Gairebé quaranta anys després, fàbriques i empreses de servei només ocupen una tercera part del solar que les va ser reservat.
- Maresme i indústria
- El canal de Büttel
- Ewer Johanna Besan
- Estació de conversió d'electricitat